# Sweet Child o’ Mine
Sweet Child o’ Mine (engl. für: „Mein süßes Kind“) ist ein Lied der US-amerikanischen Hard-Rock-Band Guns N’ Roses und deren dritte Single sowie zugleich die dritte aus ihrem Debütalbum Appetite for Destruction aus dem Jahr 1987. Die Single wurde am 17. August 1988 veröffentlicht und erreichte Platz eins der Billboard-Hot-100-Charts. Es wurde die erste und einzige Nummer-eins-Single der Band in den Vereinigten Staaten. Im Vereinigten Königreich erreichte der Song Platz sechs.

## Hintergrund
Gitarrist Slash hielt ursprünglich nicht viel von dem Lied, das sich aus einer gar nicht ernst gemeinten Saitenübung und einer spontanen Jamsession ergeben hatte. Während Schlagzeuger Steven Adler und Slash sich warmspielten, spielte Slash eine Art „Zirkusmelodie“ auf der Gitarre. Der zweite Gitarrist Izzy Stradlin habe dies gehört und Slash gebeten, die Melodie erneut zu spielen. Axl Rose hörte dies im Nebenraum und hatte dazu eine spontane Textidee.
Der Song handelt von Roses damaliger Freundin Erin Everly, die er 1990 heiratete. Ursprünglich gab es auch eine dritte Strophe, diese wurde aber auf Anraten des damaligen Produzenten Mike Clink weggelassen, da dieser das Lied zu lang fand. Von Clink stammt auch die Idee zum Schlussteil des Songs. Als Rose fragte: “Where do we go? Where do we go now?”, schlug Clink vor, dass Rose dies singen sollte. In einem Interview mit dem Magazin Hit Parader (März 1988) sagte Bassist Duff McKagan:

„The thing about Sweet Child o’ Mine, it was written in five minutes. It was one of those songs, only three chords. You know that guitar lick Slash does at the beginning? It was kind a like a joke because we thought, 'What is this song? It’s gonna be nothing, it'll be filler on the record.' And except that vocal-wise, it’s very sweet and sincere, Slash was just messing around when he first wrote that lick.
Die Sache mit „Sweet Child o' Mine“ ist, dass es in fünf Minuten geschrieben wurde. Es ist eines dieser Lieder, die nur drei Akkorde haben. Wissen sie von dem Gitarren-Lick am Anfang? Es war nur eine Art Scherz, weil wir gedacht haben: ‚Was für eine Art Lied ist das? Das wird nichts, nur ein Lückenfüller auf dem Album sein.‘ Vom Gesang abgesehen, der sehr nett und ehrlich ist, war Slash beim ersten Schreiben des Liedes nur am Herumspielen.“

## Musikvideo
Das auf MTV sehr erfolgreiche Video zu Sweet Child o’ Mine zeigt die Band probend in einem verlassenen Theater in Huntington Park, umgeben von Crewmitgliedern sowie den damaligen Freundinnen der Bandmitglieder. Auch Izzy Stradlins Hund ist zu sehen.
Um das Lied besser vermarkten zu können, wurde es von 5:56 Minuten auf dem Album zu einer 4:12 Minuten langen Radioversion gekürzt, wobei Teile von Slashs Gitarrensolo wegfielen. Axl Rose sagte in einem Interview mit dem Rolling Stone 1989, ihm missfiele diese Version, da er das Solo für die beste Stelle des Liedes halte. 2006 äußerte Rose in einem Radiointerview, dass es ursprünglich ein anderes Konzept für das Video gegeben habe, das von Drogenmissbrauch gehandelt habe. Geffen Records habe dieses zurückgewiesen.
Es existiert eine zweite Version des Videos mit zusätzlichen Schwarz-Weiß-Einstellungen.
Das Video gewann bei den MTV Video Music Awards 1989 den Preis für das „Best Heavy Metal Video“.
Es ist das erste Musikvideo aus den Achtzigern, das auf YouTube mehr als eine Milliarde Views hatte.

## Rezeption
Das Solo von Sweet Child o’ Mine erreichte Platz 37 auf der Liste der 100 besten Gitarrensoli des Magazins Guitar World. Das Magazin Blender wählte das Lied auf Platz drei der „500 Greatest Songs Since You Were Born“, der Rolling Stone setzte es auf Platz 196 der „500 Greatest Songs of All Time“. 2005 setzte es die Zeitschrift Q auf Platz sechs seiner Liste der „100 Greatest Guitar Tracks“. Die Leser des Magazins Total Guitar wählten das Intro-Riff auf Platz eins der besten Riffs aller Zeiten. Das Lied erreichte auch Platz sieben der „100 Best Songs of the 80s“ des Senders VH-1 und Platz 210 der Liste „Songs of the Century“ der RIAA. Auch bei einer BBC-Umfrage wurde das Lied zum „greatest guitar riff ever“ gewählt.
In dem Lied Those Days (2022) der Band Nickelback wird auf das Lied Bezug genommen: Remember Guns N’ Roses came out we were standing in line / Remember front row at that show, camped out all night / Got so high Sweet Child O’ Mine.

## Weiterverwendung
In der Fernsehserie NCIS konnte man den Song in der Episode „Witch Hunt“ hören, ebenso im Abspann des Films Bad Dreams von 1988.
Sweet Child o’ Mine ist ebenfalls 2008 im Film The Wrestler zu hören, wo er erklingt als der Wrestler Randy „The Ram“ Robinson (Mickey Rourke) den Ring betritt. Das Lied wurde mit einer Genehmigung von Axl Rose für seinen Freund Rourke verwendet. Rourke nutzte den Song selbst als Einlaufhymne während seiner Box-Karriere.
2008 wurde es in einer A-cappella-Version im Film Step Brothers gesungen. Ebenso hört man ihn im Film State of Grace mit Sean Penn und ausschnittsweise in Big Daddy (Adam Sandler). Eine Version wurde auch von Lucie Jones in der sechsten Staffel von The X Factor 2009 gesungen.
2010 war der Song in dem Film Gullivers Reisen – Da kommt was Großes auf uns zu mit Jack Black zu hören.
Der Fußballklub Barnet FC nutzte das Lied als Einlaufhymne bei seinen Heimspielen.
Am Ende des Films So spielt das Leben wird das Lied in einer Akustik-Version ebenfalls verwendet.
Im Film Captain Fantastic wird das Lied in einer langsamen Variante von den Schauspielern selbst in einer Schlüsselszene gespielt. Der Text des Liedes unterstützt die Geschichte des Films.
Gegen den Willen der Band benutzte die Republikanische Partei unter Donald Trump dieses Lied im Wahlkampf um die Midterm-Wahlen 2018. Die Band rief ihrerseits zur Wahl der Demokratischen Partei auf.
2022 war der Song im Teaser Trailer zu Thor: Love and Thunder

## Kommerzieller Erfolg

### Chartplatzierungen
| ChartsChartplatzierungen       | Höchstplatzierung | Wochen |
| ------------------------------ | ----------------- | ------ |
| Schweiz (IFPI)                 | 15 (6 Wo.)        | 6      |
| Vereinigte Staaten (Billboard) | 1 (22 Wo.)        | 22     |
| Vereinigtes Königreich (OCC)   | 6 (44 Wo.)        | 44     |

| ChartsJahrescharts (1988)      | Platzierung |
| ------------------------------ | ----------- |
| Vereinigte Staaten (Billboard) | 5           |

### Auszeichnungen für Musikverkäufe
| Land/Region                  | Auszeichnungen für Musikverkäufe (Land/Region, Auszeichnung, Verkäufe) | Verkäufe  |
| ---------------------------- | ---------------------------------------------------------------------- | --------- |
| Australien (ARIA)            | 8× Platin                                                              | 560.000   |
| Brasilien (PMB)              | Diamant                                                                | 250.000   |
| Dänemark (IFPI)              | 2× Platin                                                              | 180.000   |
| Deutschland (BVMI)           | Platin                                                                 | 600.000   |
| Italien (FIMI)               | 3× Platin                                                              | 150.000   |
| Neuseeland (RMNZ)            | 7× Platin                                                              | 210.000   |
| Portugal (AFP)               | 5× Platin                                                              | 50.000    |
| Spanien (Promusicae)         | 4× Platin                                                              | 240.000   |
| Vereinigte Staaten (RIAA)    | Gold (Digital) · + Gold (Physisch) · + Platin (Mastertone)             | 3.126.000 |
| Vereinigtes Königreich (BPI) | 5× Platin                                                              | 3.000.000 |
| Insgesamt                    | 2× Gold · 36× Platin · 1× Diamant ·                                    | 8.366.000 |

Hauptartikel: Guns N’ Roses/Auszeichnungen für Musikverkäufe

### Auszeichnungen für Musikstreaming
| Land/Region     | Auszeichnungen für Musikverkäufe (Land/Region, Auszeichnung, Verkäufe) | Verkäufe |
| --------------- | ---------------------------------------------------------------------- | -------- |
| Dänemark (IFPI) | Gold                                                                   | 900.000  |
| Insgesamt       | 1× Gold ·                                                              | 900.000  |

Hauptartikel: Guns N’ Roses/Auszeichnungen für Musikverkäufe

## Coverversionen
1999 wurde Sweet Child o’ Mine von Sheryl Crow und als Wiederaufnahme mit damaligen Guns-N’-Roses-Mitgliedern für den Film Big Daddy gecovert. Crows Version erhielt einen Grammy für die Best Female Rock Vocal Performance. Die neue Guns-N’-Roses-Version war auf dem Soundtrack des Films nicht enthalten, aber ist während des Abspanns des Films zu hören. Diese Version erschien auch im Film State of Grace während einer Kneipenschlägerei.
Der Song wurde auch von vielen weiteren Künstlern gecovert, darunter Texas, Most Precious Blood, Akasha featuring Neneh Cherry, DJ Dougall, Schmoof, Flat Pack, Luna, Chester the Pup, Bumblefoot, Dead Tongues, DJ Dex & A, The Aluminium Group und DZK. Live wurde er von Country-Sängerin Carrie Underwood gespielt, mit einem akustischen Intro und sodann in einer vollen Version. Bonnie Tyler sang das Lied auf einer Wohltätigkeits-DVD namens Rock for Asia im Jahr 2005. Im selben Jahr gab es ein Cover von Flatpak/Mylo.
Linkin Park spielen den Song spaßeshalber auf Konzerten an. So vermischten sie etwa das eigene Stück Bleed It Out mit Sweet Child o’ Mine. Auch die Manic Street Preachers spielten das Lied als Intro ihres Songs Motown Junk. Das Hauptriff wird auch von den Red Hot Chili Peppers am Ende des Stücks Punk Rock Classic gespielt. Avenged Sevenfold benutzen das Anfangsriff regelmäßig auf ihren Konzerten. Die Jam-Band Umphrey's McGee spielte das Stück 2006 live in New York. Auch die Black Eyed Peas spielten die erste Strophe live. Turbonegro benutzen den Introlick für ihren Song Bad Mongo. Der Song Axl Rose der Punkrockband SR-71 enthält Teile des Anfangsriffs. Die walisische Band Lostprophets spielten die erste Strophe in ihrem Stück Where We Belong beim „BBC Radio One Big Weekend 2010“. Auch spielen sie live die Strophe in ihrem Titel Last Summer. Im Videospiel Guitar Hero II ist eine Version als Bonus enthalten.
Slash spielte Sweet Child o’ Mine mit Fergie bei seinem 43. Geburtstag 2008 in Las Vegas und in der Halbzeitpause des Super Bowl XLV (2011). Live benutzte Axl Rose zum Teil andere Rockklassiker als Intro für Sweet Child o’ Mine.
2009 wurde eine Coverversion von Taken by Trees in der Werbung der britischen Kaufhauskette John Lewis verwendet und erreichte anschließend als Single Platz 23 in den UK-Charts.
Milk Inc. veröffentlichten 2013 eine erfolgreiche Coverversion in ihrer Heimat Belgien.
2021 nahmen auch 2Cellos ein Video mit einer rein instrumentalen Coverversion auf.